# الجدول الزمني لحملة شمال إفريقيا
الجدول الزمني لحملة شمال أفريقيا

## 1940
- 10 يونيو: مملكة إيطاليا تعلن الحرب على فرنسا والمملكة المتحدة.[1]
- 14 يونيو: القوات البريطانية تعبر الحدود المصرية وتستولي على حصن كابوتزو الإيطالي داخل ليبيا.[2]
- 16 يونيو: اندلاع «معركة جربة» أولى معارك الدبابات على جبهة شمال أفريقيا.[2]
- 13 سبتمبر: القوات الإيطالية تغزو مصر من جهة ليبيا.
- 16 سبتمبر: القوات الإيطالي تقيم جبهة قتالية شرق سيدي براني.
- 9 ديسمبر: القوات البريطانية والهندية تبدأن في تنفيذ عملية البوصلة واندلاع «معركة مارماريكا» والمعروفة باسم «معركة المخيمات».
- 9 ديسمبر: القوات الهندية تسيطر على بلدة بير الإمة تحت غطاء مدفعي بريطاني.
- 9 ديسمبر: الدبابات البريطانية تجتاح بلدتي تمار الشرقية وتمار الغربية تدعمها عناصر من القوات الهندية.
- 10 ديسمبر: القوات الهندية تستولي على سيدي براني تحت غطاء مدفعي بريطاني.
- 11 ديسمبر: القوات البريطانية والهندية تصلان إلى بلدة الصفافي بعد فرار الوحدات الإيطالية والليبية منها.
- 16 ديسمبر: قوات الحلفاء تستولي على مدينة السلوم الحدودية.

## 1941
- 5 يناير: القوات البريطانية والأسترالية تستوليان على مدينة البردية.
- 22 يناير: القوات البريطانية والأسترالية تستوليان على مدينة طبرق.
- 30 يناير: القوات الأسترالية تستولي على مدينة درنة.
- 5 فبراير: القوات البريطانية تستولي على بلدة بيضا فم على الطريق بين بنغازي وأجدابيا.
- 6 فبراير:

سقوط بنغازي في يد القوة الصحراوية الغربية.
تعيين الفريق إرفين رومل قائدا لفيلق الصحراء.
- 7 فبراير: استسلام الجيش العاشر الإيطالي.
- 9 فبراير: رئيس الوزراء البريطاني ونستون تشرشل يصدر أوامره بوقف تقدم القوات البريطانية والأسترالية نحو العقيلة لإرسال قوات إلى اليونان.
- 14 فبراير: بداية وصول الوحدات الأولى من أفريكا كوربس تحت قيادة إرفين رومل في إطار عملية صوننبلوم (بالألمانية: Operation Sonnenblume).
- 24 مارس: هزيمة قوات الحلفاء في العقيلة وتقدم إرفين رومل شرقا نحو مصر.
- 3 إبريل: استيلاء قوات المحور على بنغازي.
- 6 إبريل: أسر اللواء الثالث مدرع البريطاني في درنة على يد إرفين رومل.
- 8 إبريل: أسر القوات البريطانية والهندية والأسترالية المتمركزة في بلدة المخيلي على يد إرفين رومل.
- 10 إبريل: بداية حصار طبرق ودفاع القوات البريطانية والهندية والأسترالية والتشيكوسلوفاكية والبولندية عن المدينة.
- 15 إبريل: تراجع القوات البريطانية حتى مدينة السلوم المصرية الحدودية.
- 30 إبريل: القوات الأسترالية تفقد جزء من مواقعها في طبرق خلال معركة الثغرة واستيلاء القوات الألمانية على قرابة السدس من مساحة المدينة.
- 3 مايو: فشل الهجوم المضاد التي شنته القوات الأسترالية على طبرق.
- 15 مايو: القوات البريطانية تبدأ عملية بريفتي (بالإنجليزية: Operation Brevity) لكسب مزيد من الأرض، شنت منها عملية باتل آكس لاحقا في العام نفسة.[3]
- 16 مايو: قوات الحلفاء تلغي عملية بريفتي وتتراجع حتى ممر حلفيا التي استولت عليه في اليوم السابق.[4]
- 26 مايو: القوات الألمانية تبدأ تنفيذ عملية سكوربيون (بالألمانية: Operation Skorpion) وتتحرك صوب ممر حلفيا.
- 27 مايو: القوات الألمانية تستولي على ممر حلفيا وتجبر القوات البريطانية على الانسحاب.[5]
- 15 يونيو: فشل عملية باتل آكس (بالإنجليزية: Operation Battleaxe) التي قامت بها قوات بريطانية وهندية.
- 5 يوليو: تعيين كلود أوكنلك قائدا لأركان قيادة الشرق الأوسط خلفا لأرشيبالد ويفل.
- 15 أغسطس: تفعيل جيش بانزر أفريقيا بقيادة الفريق إرفين رومل.
- 1 أكتوبر: ترقية الفرقة الخامسة مدرعة خفيفة إلى الفرقة الحادية والعشرين بانزر.
- 18 نوفمبر: كلود أوكنلك يقود عملية هجومه الأولى خلال عملية كروسيدر (بالإنجليزية: Operation Crusader) بمشاركة قوات من بريطانيا والهند وجنوب أفريقيا ونيوزلندا.
- 21 نوفمبر: هزيمة الفرقة السابعة مدرعة البريطانية في سيدي رزق جنوب شرق طبرق وانسحابها من مواقعها.
- 22 نوفمبر:

القوات النيوزيلندية تشن حملة فاشلة على بلدة بئر الأشهب.
القوات الهندية تستولي على بلدة سيدي عمر.
- 23 نوفمبر: القوات النيوزيلندية تستثمر تقدم القوات الهندية في الهجوم على مقر قيادة الأفريكا كوربس ببلدة بئر الشليطة.
- 23 نوفمبر:

رومل يشن هجوما بالدبابات على مواقع الفيلق الثلاثون الإنجليزي ويلاقي مقاومة من القوات البريطانية والنيوزلندية والجنوب إفريقية.
انسحاب القوات البريطانية والنيوزلندية صوب بلدة بئر القبي.
- 25 نوفمبر:

هجوم ألماني بالدبابات على مواقع القوات الهندية ببلدة سيدي عمر نجحت القوات الهندية في صده.
خلال الهجوم الثاني في المساء، نجحت القوات الهندية في إبادة الفرقة الخامسة بانزر.
- 26 نوفمبر: نيل ريتشي يحل محل آلان كانينغهام قائدا للجيش الثامن البريطاني.
- 27 نوفمبر: هزيمة القوات النيوزلندية قرب بلدة سيدي عزيز على يد عناصر البانزر والمشاة الألمانية التي اجتاحت المنطقة.
- 28 نوفمبر: الفرقة الخامسة عشر بانزر الألمانية تجبر الدبابات البريطانية على الانسحاب من بلدة الدودة على محور طبرق، تاركة القوات النيوزيلندية بلا ساتر يحميها، على الرغم من التفوق العددي للجانب البريطاني بنسبة 2:1.
- 1 ديسمبر: خسائر فادحة في صفوف القوات النيوزلندية ببلدة سيدي رزق نتيجة لهجمات وحدات البانزر.
- 3 ديسمبر:

قوات المشاة الألمانية تتلقى خسائر فادحة على يد القوات النيوزلندية ببلدة بئر المنسطير على طريق البردية.
القوات الألمانية تتلقى خسائر فادحة على يد القوات الهندية وترغم على الانسحاب نحو كابوتزو (طريق كابوتزو).
- 4 ديسمبر:

القوات النيوزلندية تجهض الهجوم الألماني على بلدة الدودة.
استنزاف القوات الهندية في محاولة فاشلة لاحتلال النقطة 174 بدون غطاء مدفعي والواقعة تحت سيطرة القوات الإيطالية.
- 7 ديسمبر: نهاية حصار طبرق على يد الجيش الثامن البريطاني والمؤلف من قوات بريطانية وهندية ونيوزلندية وجنوب إفريقية.
- 13 ديسمبر:

الجيش الثامن البريطاني يهاجم خط عين الغزالة.
توقف تقدم القوات النيوزلندية عند بلدة علم حمزة.
القوات الهندية تحتل النقطة 204.
قوات المشاة الهندية تشتبك في مواجهة مع عناصر من قوات البانزر وتتمكن من تدمير 15 دبابة من أصل 39.
- 14 ديسمبر: القوات الهندية تتمكن من صد هجمات البانزر المتكررة على النقطة 204.
- 15 ديسمبر: القوات الألمانية المتقدمة تلحق الهزيمة بالقوات البريطانية في الطريق نحو النقطة 204 مع استمرار القوات الهندية في الصمود.
- 16 ديسمبر: رومل يصدر الأوامر بالانسحاب صوب خط عين الغزالة بعد النقص الشديد في عدد الدبابات لديه.
- 24 ديسمبر: استيلاء القوات البريطانية على بنغازي.
- 25 ديسمبر: وصول قوات الحلفاء لمشارف أجدابيا.
- 27 ديسمبر: رومل يلخق خسائر فادحة بالمدرعات البريطانية مما يتيح له فرصة الانسحاب الآمن نحو العقيلة.
- 31 ديسمبر: عودة خطوط المواجهة إلى العقيلة.

## 1942
- 21 يناير:

رومل يشن هجومه المضاد الثاني من خط العقيلة - مرادة.
نجاح عملية صوندركوماندو بلايش حيث تمكنت قاذفة متوسطة ألمانية وحيدة من طراز هنكل هي 111 من تدمير الميناء الجوي في حصن لامي.
- 23 يناير: استيلاء قوات المحور على أجدابيا.
- 29 يناير: استيلاء قوات المحور على بنغازي.
- 4 فبراير: إقامة خط المواجهة بين بلدتي عين الغزالة وبئر حكيم.
- 26 مايو: قوات المحور تهاجم خط عين الغزالة معلنة اندلاع معركة عين الغزالة ومعركة بئر حكيم.
- 11 يونيه: قوات المحور تبدأ الهجوم من «موقع المرجل» الممتد بين بئر حكيم جنوبا وطبرق شمالا وحقول الألغام غربا.
- 13 يونيه: قوات المحور تلحق خسائر فادحة بالمدرعات البريطانية فيما عرف «بيوم الأحد الأسود».
- 21 يونيه: قوات المحور تستولي على طبرق.
- 30 يونيه: وصول قوات المحور إلى العلمين وبدايتها بالهجوم واندلاع معركة العلمين الأولى.
- 4 يوليو: استمرار معركة العلمين الأولى ونجاح قوات المحور في غختراق خطوط الجيش الثامن البريطاني وشن هجمات خلف خطوط قوات الحلفاء.
- 31 يوليو: أوكنلك يصدر أوامره للجيش البريطاني بوقف الهجوم لإتاحة الفرصة لإعادة هيكلة القوات وتزويدها بالمؤن والسلاح.
- 13 أغسطس: تولي ألكسندر ومونتغمري قيادة الشرق الأوسط والجيش الثامن البريطاني على الترتيب.
- 30 أغسطس: رومل يخوض حملة فاشلة تنتهي بهزيمته في معركة علم حلفا.
- 23 أكتوبر: مونتغمري يشن عملية لايت فوت (بالإنجليزية: Operation Lightfoot) مع بداية معركة العلمين الثانية.
- 5 نوفمبر: اختراق خطوط قوات المحور بالعلمين.
- 8 نوفمبر: قوات الحلفاء تشرع في تنفيذ عملية الشعلة (بالإنجليزية: Operation Torch) بقيادة الجنرال أيزنهاور بإنزال عناصر من قوات الحلفاء على السواحل الجزائرية والمغربية.
- 9 نوفمبر: استيلاء الجيش الثامن البريطاني على سيدي براني.
- 13 نوفمبر: استيلاء الجيش الثامن البريطاني على طبرق.
- 15 نوفمبر: استيلاء القوات البريطانية على درنة.
- 17 نوفمبر: الجيش الأول (الجناح الشرقي للقوات المنفذة لعملية الشعلة تصطدم بقوات المحور على مشارف مدينة باجة التونسية.
- 20 نوفمبر: استيلاء الجيش الثامن البريطاني على بنغازي.
- 27 نوفمبر: قوات المحور تنفذ هجوما مضادا يؤدي لتعطيل تقدم وحدات الجيش الأول عند مدينتي الجديّدة وطُبُرْبَة على بعد 20 ميلا من تونس العاصمة.
- 10 ديسمبر: تراجع الخطوط الأمامية للجيش الأول إلى مواقعها الدفاعية عند مجاز الباب.
- 22 ديسمبر: الجيش الأول يشن حملات عسكرية على مدار ثلاثة أيام للتقدم نحو طُبُرْبَة بائت جميعها بالفشل.
- 25 ديسمبر: استيلاء الجيش الثامن البريطاني على سرت.

## 1943
- 23 يناير: استيلاء الجيش الثامن البريطاني على طرابلس.
- 30 يناير: قوات المحور تستولي على ممر فايد بوسط تونس.
- 4 فبراير: انسحاب بقايا قوات المحور الموجودة بليبيا نحو الحدود التونسية جنوب خط مارث.
- 14 فبراير: قوات المحور تتقدم من فايد وتشن معركة سيدي بوزيد وتدخل سبيطلة بعد يومين من القتال.
- 19 فبراير: قوات المحور تشن معركة ممر القصرين.
- 6 مارس: قوات المحور تبدأ بتنفيذ عملية كابري (بالإنجليزية: Operation Capri) ضد الجيش البريطاني الثامن في مدنين تنتهي بخسارة قوات المحور لخمسة وخمسين دبابة.
- 16 مارس: بداية المعارك عند مدينة مارث.[7]
- 19 مارس: الجيش البريطاني الثامن يبدأ عملية باجيلست (بالإنجليزية: Operation Pugilist).
- 23 مارس:

الفيلق الثاني الأمريكي بمدينة القصرين يشتبك مع قوات المحور في معركة القطار.
نهاية المعارك الدائرة بمدينة مارث.
- 26 مارس:

الجيش الثامن البريطاني يشن عملية سوبرتشارج 2 (بالإنجليزية: Operation Supercharge II) كجزء من عملية باجيلست لمحاصرة قوات المحور وإجبارها على ترك مواقعها في مارث.
بداية معركة ثغرة طِبَاقَة قرب مدينة الحامة التونسية.
- 6 إبريل:

الجناح الأيمن للجيش الأول يلتقي مع الجيش البريطاني الثامن.
بداية معركة وادي عقاريت على مقربة من مدينة ڨابس.
- 22 إبريل: قوات الحلفاء تشن عملية فولكان (بالإنجليزية: Operation Vulcan).
- 6 مايو: قوات الحلفاء تشن عملية سترايك[9] (بالإنجليزية: Operation Strike).
- 7 مايو: القوات البريطانية تدخل تونس في الوقت نفسه تدخل القوات الأمريكية مدينة بنزرت.
- 11 مايو: أعُلن في أفريقيا أمر وقف إطلاق النار بصورة نهائية.
- 13 مايو: استسلام بقايا قوات المحور في تونس.